# Barbara Hennings (Filmeditorin)

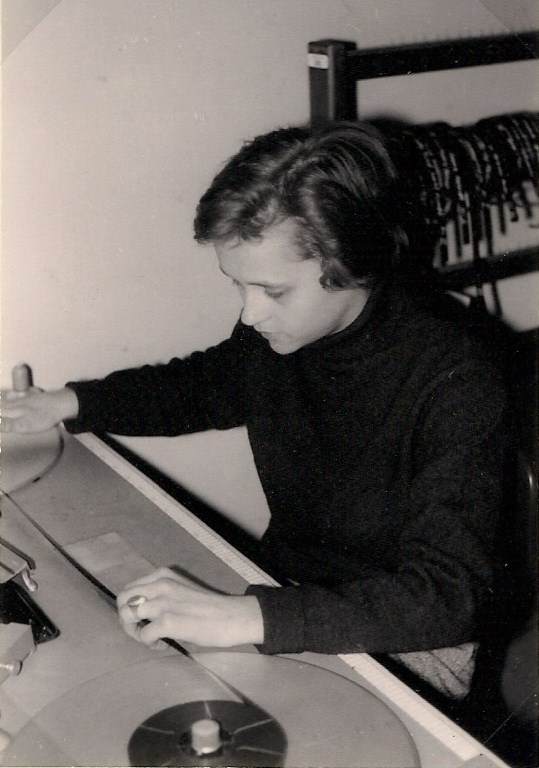
Barbara Hennings 1965

Barbara Hennings (* 6. Juli 1944 in Schwerin)  ist eine deutsche Filmeditorin und Honorarprofessorin der Internationalen Filmschule Köln.

## Wirken
Barbara Hennings erlernte den Filmschnitt in den Jahren 1962 bis 1964 in Hamburg. Die Ausbildung brachte sie mit namhaften Editoren wie Alice Ludwig-Rasch zusammen. In der Folge arbeitete sie für einige Jahre beim NDR-Fernsehen. In den Siebzigerjahren mietete sie einen Schnittplatz bei Alsterfilm in Hamburg-Ohlstedt und machte sich als Editorin selbstständig. Auftraggeber waren vor allem Fernsehsender von Radio Bremen bis zum ZDF. Wenn es sich ergab, sprang sie auch als Tonmann oder Regieassistentin ein. Für die Arbeiterkammer Bremen realisierte sie einige Dokumentarfilme über Gewerke der Schifffahrt.
Später arbeitete sie unter anderem mit den Filmregisseuren Michael Verhoeven, Max Färberböck und Peter Timm. Es entstanden gemeinsame Filme wie Das schreckliche Mädchen oder Die weiße Rose.
Sie schloss sich dem Bundesverband Filmschnitt Editor gleich nach dessen Gründung 1984 an und amtierte dort zwölf Jahre lang als geschäftsführender Vorstand. Sie engagiert sich in der Nachwuchsförderung der Internationalen Filmschule Köln und ist bis heute (2019) dort als Honorarprofessorin tätig.
Für den Filmschnitt von Und morgen geht die Sonne wieder auf gewann sie 2000 den Deutschen Kamerapreis. Beim Deutschen Fernsehpreis 2001 war Hennings mit Albtraum einer Ehe in der Kategorie Bester Schnitt nominiert.
2009 erhielt sie für ihr Lebenswerk den Geißendörfer Ehrenpreis Schnitt beim Festival Filmplus in Köln. Aus der Begründung: »Neben ihrer Montageleistung zeichnet Barbara Hennings ihr Engagement für den Berufsstand der Editoren aus«.
Barbara Hennings ist Mitglied der Deutschen Filmakademie. Sie lebt in Hamburg und arbeitet weiterhin als Filmeditorin.

## Filmografie (Auswahl)
- 1969: Lebensläufe – Der König von St. Pauli
- 1982: Die weiße Rose
- 1983: Die Spider Murphy Gang
- 1984: Das Tor zum Glück
- 1986: Der Flieger
- 1987: Die Kolonie
- 1988: Tatort: Pauline
- 1989: Ignaz Semmelweis – Arzt der Frauen
- 1989: Schulz & Schulz – Schulz & Schulz
- 1990: Das schreckliche Mädchen
- 1991: Schulz & Schulz II – Aller Anfang ist schwer
- 1992: Schlafende Hunde
- 1992: Kinder der Landstrasse
- 1993: Böses Blut
- 1994: Bella Block: Die Kommissarin
- 1994: Alles außer Mord – Die Frau ohne Gesicht
- 1995: Bella Block: Liebestod
- 1997: Gelegenheit macht Liebe
- 1998: Bella Block: Auf der Jagd
- 1999: Aimée & Jaguar
- 2000: Und morgen geht die Sonne wieder auf
- 2000: Marlene
- 2001: Der Zimmerspringbrunnen
- 2002: Schleudertrauma
- 2002: Der Seerosenteich
- 2003: Das schönste Geschenk meines Lebens
- 2004: Mein Bruder ist ein Hund
- 2005: Mutter aus heiterem Himmel
- 2006: Der Mann im Strom
- 2006: Die Pferdeinsel
- 2006: Tatort: Spuk aus der Eiszeit
- 2007: Rennschwein Rudi Rüssel 2 – Rudi rennt wieder!
- 2007: Die Todesautomatik
- 2008–2010: Rennschwein Rudi Rüssel
- 2008: Dornröschen
- 2008: Kommissar Stolberg (2 Episoden)
- 2009: Liebe Mauer
- 2010: Bis nichts mehr bleibt
- 2010: Mein Song für dich
- 2011: Löwenzahn – Das Kinoabenteuer
- 2011: Vater Mutter Mörder
- 2012: Unter anderen Umständen: Spiel mit dem Feuer
- 2013: Nord Nord Mord: Clüver und die fremde Frau
- 2013: Der Kommissar und das Meer: Der böse Mann
- 2015: Bach in Brazil
- 2016: Solo für Weiss – Das verschwundene Mädchen
- 2017: Atempause

## Auszeichnungen
- 2000: Deutscher Kamerapreis Bester Schnitt für Und morgen geht die Sonne wieder auf
- 2001: Deutscher Fernsehpreis Nominierung Kategorie: Bester Schnitt für Albtraum einer Ehe
- 2009: Geißendörfer Ehrenpreis Schnitt fürs Lebenswerk